# Missão Cumprida
Missão Cumprida: A História completa da Primeira Missão Espacial Brasileira  é um livro escrito pelo astronauta brasileiro Marcos Pontes em que ele compartilha suas ideias e sensações durante todos os eventos que envolveram os bastidores, a preparação, a execução, as polêmicas e os impactos da Missão Centenário; A primeira missão espacial tripulada da história do Brasil.